# Діошдьйор (стадіон, 1939)
«Діошдьйор Стадіон» (угор. Diósgyőri Stadion) — колишній багатофункціональний стадіон у місті Будапешт, Угорщина, у минулому домашня арена ФК «Діошдьйор».
Стадіон побудований протягом 1910—1939 років та відкритий 25 червня 1939 року. У 1968 році розширювався. У 2003, 2006 та 2010 роках реконструйований. 2016 року арену знято з експлуатації і демонтовано. На її місці йдуть роботи зі спорудження нового однойменного стадіону.